# Donkey Kong Jr.
Donkey Kong Jr. је аркадна платформска игра из 1982. коју је објавио Нинтендо. То је наставак Donkey Kong, али са обрнутим улогама у односу на претходника: Марио (раније назван "Џампмен") је сада негативац, а Donkey Kong Junior покушава да спаси свог оца. Прво је објављен у аркадама, а током деценије је објављен за разне кућне платформе. Наслов игре је написан као Donkey Kong Junior у северноамеричкој аркадној верзији и разним конверзијама на системе који нису Нинтендо.
Игру су углавном дизајнирали Шигеру Мијамото и његов сарадник и главни инжењер компаније Ганпеј Јокои. Мијамото је такође креирао графику за наслов заједно са Јошијо Сакамото. Као и за свог претходника, музику за игру компоновао је Јукио Канеока.

## Играње
Као и њен претходник, Donkey Kong Jr. је платформска игра. Постоје укупно четири фазе, свака са јединственом темом. Donkey Kong Jr. може трчати лево и десно, скакати и хватати лозе/ланце/конопце да би се попео више на екрану. Може брже да клизи надоле држећи само једну лозу, или да се попне брже држећи две. Непријатељи укључују "Snapjaws", који подсећају на замке за медведе са очима; створења налик птицама која се зову "Nitpickers", од којих нека могу напасти бацањем јаја; и "Sparks" које лутају по ожичењу у једном од Маријевих скровишта. Donkey Kong Jr. може да прескаче ове непријатеље док је на платформи, да прелази са једне лозе/ланца/конопца на другу да би их избегао, или да обори комаде воћа који ће уништити сваког непријатеља којег додирну пре него што падну са дна екрана.
Да би прошао прве три фазе, Donkey Kong Jr. мора доћи до кључа који виси поред кавеза његовог оца, након чега Марио бежи док гура кавез са екрана. У четвртој фази, Donkey Kong Jr. мора да гурне шест кључева у браве на највишој платформи да би ослободио Donkey Kong-а. После кратке сцене, играч се враћа у прву фазу са повећаном тежином. Бонус тајмер ради током сваке фазе, а сви преостали поени се додају резултату играча по завршетку.
Donkey Kong Jr. губи живот када додирне непријатеља или пројектил, падне на превелику удаљеност, додирне воду и падне са дна екрана или ако бонус тајмер одбројава до нуле. Игра се завршава када играч изгуби све своје животе.

## Прича
Donkey Kong је, након што га је Марио поразио, поверен његовој бризи. Међутим, појављује се његов син Donkey Kong Jr. и покушава да спасе свог оца. Марио узима своје кључеве и ставља их у зграду у којој се борио против Donkey Kong-а. Да би зауставио Donkey Kong Jr., Марио ослобађа неколико циркуских животиња, али Donkey Kong Jr. им бежи и стиже до Мариовог штаба. Њих двојица се суочавају, али зграда почиње да се руши, изазивајући рекреацију климатске сцене Donkey Kong-а. Donkey Kong Jr. спашава Donkey Kong-а и њих двојица су заједно отишли.

## Развој
Током развоја Donkey Kong-а 1981. године, тим Шигеруа Мијамотоа је дошао до неколико идеја и комплетних нивоа који се не би баш уклопили у игру због различитих ограничења. Његов тим је на крају почео да развија ове концепте, а ови дизајни су еволуирали у нешто сасвим своје. Процес је био толико дуг, чак и читаве фазе замишљене, да је један од чланова тима предложио да почну да раде на другој видео игрици. Разговор се догодио отприлике у исто време када је Нинтендо желео још једна Donkey Kong игра да искористи славу оригинала, дајући Мијамоту савршену прилику да даље истражује своју новоосновану франшизу. Првобитно, Мијамото је желео да у новој игри глуми и Donkey Kong, али је било проблема са огромном величином лика. Не би био маневарски на екрану, па је била потребна нова звезда. Промена је донела новог хероја и одвела нарацију у потпуно новом правцу. На крају су дошли на идеју да направе мањег Donkey Kong-а уместо Мариа који би био син Donkey Kong-а. Пошто су и даље желели великог Donkey Kong-а на врху екрана, смислили су заплет да га Марио ухвати након догађаја из прве игре.

### Верзије
Редослед нивоа је различит на различитим територијама. У јапанској верзији, четири нивоа се појављују у низу 1-2-3-4, а затим се понављају, баш као и са јапанским издањем Donkey Kong-а. У америчкој верзији, редослед је 1–4. 1-2-4, 1-3-4, 1-2-3-4 и од тада 1-2-3-4.

### Kill screen
Donkey Kong Jr. има екран за убијање на нивоу 22. Због тога што бројач нивоа има само једну цифру, бројач приказује бројеве од 1 до 9 на нивоима од 1 до 9, седам празних места у нивоима од 10 до 16 и слова А до Ф на нивоима 17–22. Kill screen се јавља на исти начин као у Donkey Kong-у, где долази до преливања целог броја након што је дат превелики резултат након проблема множења у рачунарству. Тајмер броји као да има 700 поена, а затим убија Donkey Kong Jr. док сви животи не нестану.

## Верзије конзоле
Donkey Kong Jr. је направљен на НЕС-у (за који је била једна од три јапанске лансирне игре), Famicom Disk System, Atari 2600, Atari 7800, Атари 8-битној породици, ColecoVision, Coleco Adam и Intellivision. Направљена је BBC Micro конверзија, али није објављена. Направљене су и три Game & Watch верзије игре. Две црно-беле верзије за серију ручних уређаја New Wide Screen и Multi Screen (касније под именом модела Donkey Kong II, и верзија у боји за серије Tabletop и Panorama. Године 2002. НЕС верзија је поново објављена на ГБА додатку, е-читачу.

## Пријем
У Јапану, оригинална аркадна верзија је била осма аркадна игра са највећом зарадом из 1982. године.
Рејмонд Диметроски из Video Games Player-а дао је позитивну рецензију верзији ColecoVision. Повољно га је упоредио са другом ColecoVision аркадном конверзијом која је објављена у исто време кад и Сегин Space Fury, написавши да Donkey Kong Jr. има бољу графику и игру. Магазин Computer Games је 1984. године прегледао верзију Coleco Adam, назвавши је „адаптацијом суперигре“ и најбољом конверзијом игре.
Donkey Kong Jr. добио је награду у категорији „1984. Најбољи аудио-визуелни ефекти видео игара (16К или више РОМ-а)“ на 5. годишњој додели награда Arkie Awards, где су судије то описали као „одличну забаву“ и напоменули да је игра била успешан као наставак – „проширивање теме и представљање радикално другачије игре-акције“ од свог претходника, Donkey Kong. ‍:42
Donkey Kong Jr. се сматра једном од 100 најбољих видео игара на сајту Killer List of Videogames. Одабрана је да буде међу пет аркадних игара изабраних за прво званично светско првенство у видео игрицама, које је снимала емисија That's Incredible! на АБЦ-ТВ-у у Twin Galaxies у Отамва Ајова током викенда 8–9. јануара 1983.
AllGame је дао оцену рецензије од 4 од 5 звездица хвалећи да су графика и звук „изузетно налик аркадама“ и да су контроле и механика игре верни аркадној верзији.

## Наслеђе

### Поновна издања
НЕС верзија – заједно са својим претходником Donkey Kong – поново је објављена 1988. у НЕС компилацији под називом Donkey Kong Classics. Ова верзија је касније објављена на е-читачу и доступна је на виртуелној конзоли за Wii. НЕС верзија је такође игра која се може играти на Animal Crossing-у, иако је потребна посебна лозинка са званичног сајта који сада више није доступан. Donkey Kong Jr. је стављен на располагање за Nintendo 3DS из Nintendo eShop-а, објављен у Јапану 18. априла 2012, у Северној Америци 14. јуна и у Европи 23. августа и добијан је бесплатно за Ambassadors кориснике пре потпуног објављивања. Поново је објављен за Wii U Virtual Console 2014. Аркадну верзију Donkey Kong Jr., која садржи и јапанску и америчку верзију, објавила је Hamster Corporation за Нинтендо Свич као део серије Arcade Archives компаније у децембру 2018.
Године 2004. Namco је издао аркадни кабинет који је садржао Donkey Kong, Donkey Kong Jr. и Mario Bros.

### Такмичарска игра
Дана 10. августа 2008. Икарус Хол из Порт Анџелеса, Вашингтона, постигао је 1.033.000 поена играјући Donkey Kong Jr.
Дана 24. априла 2009. Стив Виб је надмашио Холов резултат, завршиши са 1.139.800 поена. 3. септембра 1984. на аркади у Спрингфилду, Мисурију, Марк Л. Кил из Инида, Оклахоме је надмашила Вибов рекорд са резултатом од 1.147.800. Стив Виб је повратио рекорд са резултатом од 1.190.400 на свом кућном апарату постављеном у уторак, 16. фебруара 2010. Марк Кил је од тада надмашио претходни светски рекорд са резултатом од 1.307.500. Ажурирано: новембар 2016., Кил и данас држи рекорд са резултатом од 1.412.200. 

### У популарној култури
Игра је изнедрила житарице са комадима житарица са укусом воћа у облику банана и трешања.
Игра је представљена у бројним епизодама Starcade-а. Домаћин Џеф Едвардс је приметио да је имао аркадну машину у својој свлачионици и сматрао је да је игра веома тешка.
Donkey Kong Jr. је био цртани филм у Saturday Supercade (серија која се емитовала суботом ујутру од 1983. до 1985.) са насловним ликом којем је глас позајмљивао Френк Велкер.
Donkey Kong Jr. је један од 8 ликова који се могу играти у Super Mario Kart за СНЕС. Такође је лик за игру у Mario's Tennis на Virtual Boy-у и Mario Tennis на Nintendo 64.
У верзији Super Mario Bros. 3 виђеној у Super Mario All-Stars, као и у верзији Game Boy Advance, краљ World 4 је трансформисан у младу горилу идентичну Donkey Kong Jr.
Donkey Kong Jr. је међу ликовима у Super Mario Maker-у у које играчи могу да се трансформишу коришћењем Mystery Mushrooms.